# Vilves
Vilves es una localidad española del municipio de Artesa de Segre, perteneciente a la provincia de Lérida, en la comunidad autónoma de Cataluña.

## Historia
Hacia mediados del siglo XIX, el lugar, ya por entonces perteneciente a Artesa de Segre, tenía contabilizada una población de 25 habitantes. Aparece descrito en el decimosexto volumen del Diccionario geográfico-estadístico-histórico de España y sus posesiones de Ultramar de Pascual Madoz de la siguiente manera:

VILVES: l. que forma parte del distr. municipal de Artesa de Segre en la prov. de Lérida (12 horas), part. jud. de Balaguer (6), aud. terr. y c. g. de Barcelona (30), arciprestazgo de Ager. sit. en la falda de un monte elevado cerca del r. Segre, combatido de los vientos del O.: el clima es sano, padeciéndose solo algunas calenturas. Tiene 25 casas inclusa la de ayunt. con local para cárcel, é igl. parr. que comprende el anejo de Collfret, cuyo curato es de primer ascenso y lo sirve un cura párroco de nombramiento de S. M. ó el arcipreste. Confina el térm. por el N. con Aña; E. el r. Segre; S. Artesa de Segre, y O. Coll del Rat. El terreno es fértil con mucha parte de regadio con las aguas del espresado r. Segre: tambien hay una cordillera de montes que viene de la parte de Tosal. Los caminos dirigen á Pons y Artesa de Segre, de cuyo último punto se recibe la correspondencia. prod.: trigo, cáñamo, vino, judías, legumbres y aceite; cria gado lanar y vacuno, pero muy poco; caza de perdices y conejos, y pesca de barbos, truchas y anguilas. pobl.: 5 vec., 25 almas. riqueza imp.: 18,584 rs. contr.: el 14'48 por 100 de esta riqueza.
(Madoz, 1850, p. 93)

En 2022, la entidad singular de población tenía empadronados 25 habitantes y el núcleo de población 22 habitantes.